# Hans Mielich

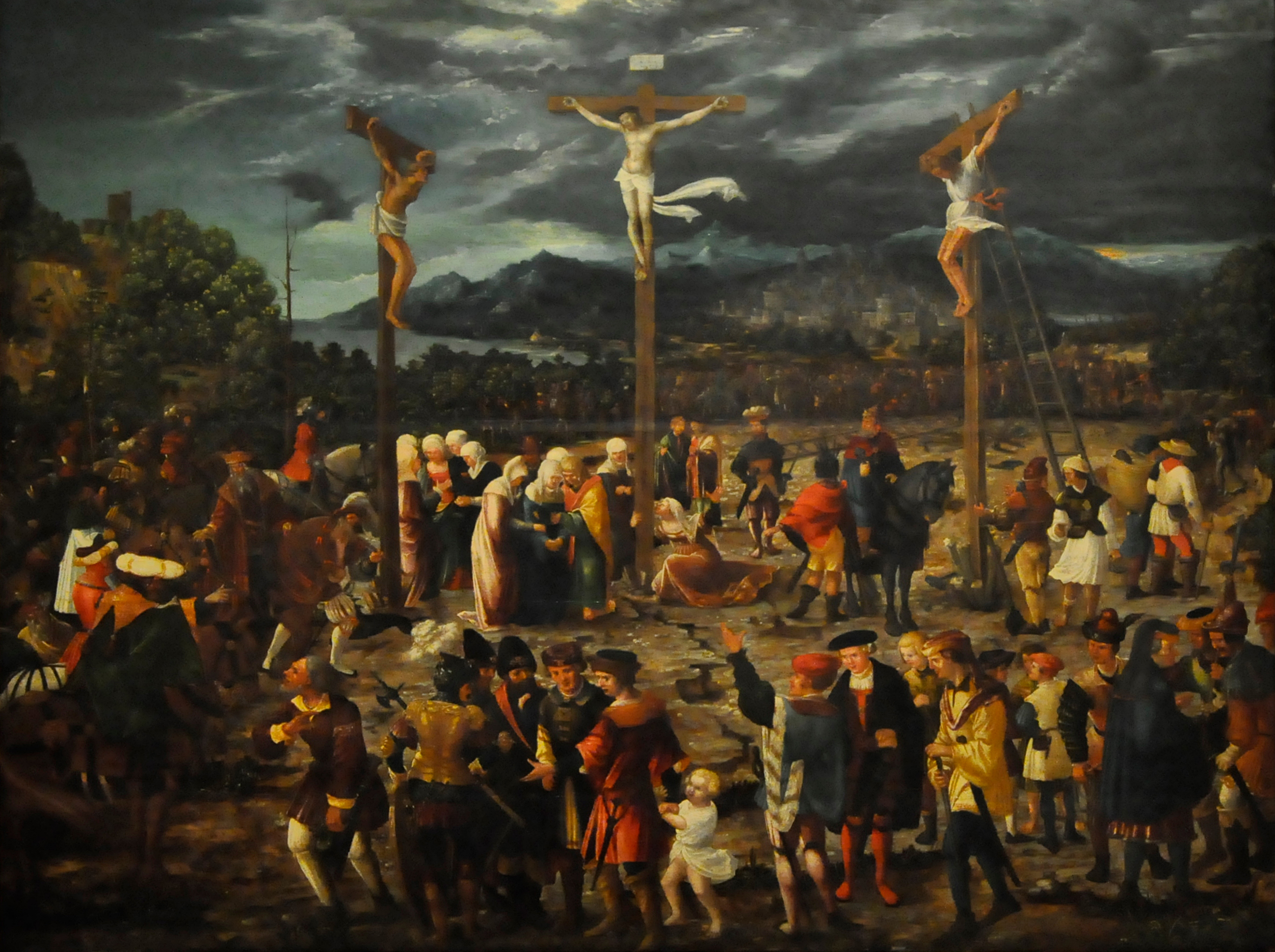
Kruisiging van Hans Mielich in de Real Academia de Bellas Artes de San Fernando

Hans Mielich (München, 1516 — aldaar, 10 maart 1573), ook Muelich of Müelich genoemd, was een Duits kunstschilder en tekenaar van de late renaissance. Hij maakte vooral portretten, miniaturen en miniaturen in boeken.
Hij werkte gedurende meer dan dertig jaar als schilder van de welgestelde burgerij in München en geldt tot op vandaag als een van de meest vooraanstaande kunstenaars in de geschiedenis van de stad. Het bekendste werk van zijn school is het hoofdaltaar van de Kerk van de mooie Onze-Lieve-Vrouw in Ingolstadt.

## Levensloop
Hij werd geboren als zoon van de sinds 1509 benoemde stadsschilder Wolfgang Mielich en kreeg zijn eerste onderricht in het atelier van zijn vader. Hij kwam er vanaf 1528 in contact met Ludwig Refinger en Barthel Beham. Rond 1536 ging hij naar Regensburg waar hij het werk van Albrecht Altdorfer en de Donau-school leerde kennen. Ten laatste in 1540 keerde hij naar München terug en reisde, in opdracht van hertog Willem IV van Beieren, naar Rome. De maniëristische kunst, vooral van Michelangelo, hadden een beslissende invloed op hem. Na zijn terugkeer verliet hij zijn geboortestad niet meer. Op 11 juli 1543 werd hij opgenomen in het Münchense schildersgilde.
Een belangrijke opdrachtgever was Albrecht V van Beieren, de opvolger van Willem IV, onder wie hij hofschilder werd. Zijn kwaliteiten als kunstenaar overstegen die van het Münchense gilde en hij werd opgenomen in de kring van de patriciërs. In 1558 werd hij als hoofd van het schildersgilde aangesteld. Een naamgenoot, de hofschilder van hertog Hendrik XI van Legnica, was waarschijnlijk Mielichs zoon.
Op 10 maart 1573 stierf Mielich in München. Als schilder, miniaturist en tekenaar was hij de dominerende schilder in München in de tweede helft van de zestiende eeuw.

## Zijn werken
Hans Miellich werd in de oudbeierse tijd beschouwd als de belangrijkste kunstenaar van de stad München. Vele van zijn opdrachten hadden sacrale motieven maar ook portretten en thema's uit de geschiedenis schilderde hij. De kruisafneming van 1536 sluit qua stijl aan bij de Beierse laatgotiek. Het in hetzelfde jaar geschilderde werk van de heilige Hiëronymus en de Kalvarieberg (1539) wijzen al op de invloed van Altendorf en van de Donau-school die hem in de richting van het maniërisme in de landschapsschilderkunst duwden.
In Rome had Mielich de religieuze schilderkunst van de Italiaanse maniëristen leren kennen. Aan hen dankt hij zijn weergave van het naakte menselijk lichaam, zijn beweging en de mogelijkheden van het perspectief van het lichaam in de ruimte. Deze ontwikkeling kreeg vorm in de portretten die hij schilderde van bekende personen van zijn tijd en in de retabels van zijn hand. Hij zocht naar een synthese tussen de Italiaanse kunst en de stijl van Albrecht Dürer maar later kwam hij meer en meer onder invloed van het maniërisme.
Op het einde van zijn leven creëerde hij een belangrijk werk van de Duitse contrareformatie; het hoofdaltaar van de Kerk van de mooie Onze-Lieve-Vrouw in Ingolstadt. Hij schilderde de meer dan negentig schilderijen tussen 1560 en 1572 met de hulp van zijn atelier. De tekeningen die hij maakte als voorstudie overtreffen de latere uitvoeringen als schilderij omdat ze de onderwerpen veel vloeiender tonen. Hier toonde hij wat hij in Italië had geleerd.
Hij maakte ook paneelschilderijen en tekeningen als voorstudie voor houtsnedes zoals het legerkamp van keizer Karel V voor Ingolstadt van de hand van Christoph Zwikopf uit 1549. Hij versierde ook motetten van Orlando di Lasso met wie hij bevriend was.
- Bibliothèque nationale de France: cb145722482 (data)
- Gemeinsame Normdatei: 118783815
- International Standard Name Identifier: 0000 0001 1666 6980
- KulturNav: 89a5a303-b6d4-453a-9c26-fd96e6445a1e
- Library of Congress Control Number: n85269406
- MusicBrainz: b7f05134-1e3b-4a56-9005-58eb0cb2fae6
- Nationale Bibliotheek van Tsjechië: xx0256801
- Nationale Bibliotheek van Israël: 987007439794705171
- Nederlandse Thesaurus van Auteursnamen: 070792712
- RKD-Nederlands Instituut voor Kunstgeschiedenis: 58123
- Système universitaire de documentation: 067401406
- Union List of Artist Names: 500025262
- Virtual International Authority File: 69725539
- WorldCat: E39PBJdmfw66V3PxFPK7tJxqwC